# Aphanogmus vernoniae
Aphanogmus vernoniae är en stekelart som först beskrevs av Jean Risbec 1953.  Aphanogmus vernoniae ingår i släktet Aphanogmus och familjen pysslingsteklar. Inga underarter finns listade i Catalogue of Life.